# Chemin de fer Arnaud
Die Chemin de fer Arnaud (CFA; AAR-Kennung: WLRS) ist eine kanadische Eisenbahngesellschaft in der Provinz Québec.
Die Eisenbahngesellschaft betreibt seit 1965 eine gut 36 Kilometer lange Strecke von Arnaud Junction (bei Sept-Îles) nach Point-Noire. In Arnoud Junction wird die Verbindung zur Québec North Shore and Labrador Railway (QNSL) hergestellt. In Point-Noire werden verschiedene Gleisanschlüsse bedient.
Die Gesellschaft gehört der Wabush Mining Company, die in Wabush Eisenerz fördert. Das Erz wird von der Erzmine durch die CFA-Tochtergesellschaft Wabush Lake Railway über eine Verbindungslinie zur QNSL transportiert. Die QSNL transportiert das Erz dann von Wabush nach Arnaud Junction. Dort übernimmt die CFA das Erz und bringt es schließlich nach Point Noire. In den letzten Jahren wurden jährlich rund 55.000 Wagenladungen oder sechs Millionen Tonnen Erz transportiert.
Bekannt sind Einsätze von Alco RS-18 auf der Bahn.
Zurzeit bilden die drei Bahngesellschaften zusammen mit der Tshiuetin-Rail-Transportation-Strecke ein Netz, das keine Schienenverbindung zum übrigen nordamerikanischen Bahnnetz hat.